# 56-й Конгресс США
Пятьдеся́т шесто́й Конгре́сс США — заседание Конгресса США, действовавшее в Вашингтоне с 4 марта 1899 года по 4 марта 1901 года в период третьего и четвёртого года президентства Уильяма Мак-Кинли. Обе палаты, состоящие из Сената и Палаты представителей, имели республиканское большинство. Распределение мест в Палате представителей было основано на одиннадцатой переписи населения Соединённых Штатов в 1890 году.

## Важные события
- 2 июня 1899 года — начало Филиппино-американской войны;
- 21 ноября 1899 года — смерть вице-президента Гаррета Хобарта;
- 17 января 1900 года — отказ Бригаму Робертсу в месте в Палате представителей из-за его многожёнства;
- 5 февраля 1900 года — Великобритания и США подписали договор о строительстве Центральноамериканского судоходного канала через Никарагуа;
- 16 февраля 1900 года — США, Германия и Великобритания ратифицировали Трёхстороннюю конвенцию о секционировании Самоа;
- 30 апреля 1900 года — организация территории Гавайи;
- 6 ноября 1900 года — Президентские выборы 1900 года, действующий президент США Уильям Мак-Кинли был переизбран на второй срок

## Ключевые законы
- Закон о золотом стандарте (1900);
- Закон о форейкерах (1900)

## Состав

### Сенат
Перед именами в списке ниже указаны номера классов Сената, которые указывают цикл их избрания. Первый означал, что их срок полномочий начался с этого Конгресса, что потребовало переизбрания в 1904 году; второй класс означал, что срок их полномочий закончился на этом Конгрессе, что потребовало переизбрания в 1900 году; третий класс означал, что их срок полномочий начался на последнем Конгрессе, и потребовалось переизбрание в 1902 году.

| - 2. Джон Тайлер Морган (Д) - 3. Эдмунд Петтус (Д) - 2. Джеймс Хендерсон Берри (Д) - 3. Джеймс Кимбро Джонс (Д) - 1. Томас Бард (Р) - 3. Джордж Клемент Перкинс (Р) - 2. Эдвард Уолкотт (Р) - 3. Генри Теллер (СР) - 1. Джозеф Розуэлл Хоули (Р) - 3. Орвилл Платт (Р) - 2. Ричард Кенни (Д) - 1. Сэмюэл Паско (Д) → Джеймс Талиаферро (Д) - 3. Стивен Мэллори II (Д) - 2. Огастес Октавиус Бэкон (Д) - 3. Александр Клэй (Д) - 2. Джордж Шуп (Н) - 3. Генри Хайтфельд (Р) - 2. Шелби Мур Каллом (Р) - 3. Уильям Эрнест Мейсон (Р) - 1. Алберт Беверидж (Р) - 3. Чарлз Фэрбенкс (Р) - 2. Джон Генри Гир (Р) → Джонатан Долливер (Р) - 3. Уильям Эллисон (Р) - 2. Люсьен Бейкер (Р) - 3. Уильям Александр Харрис (Н) - 2. Уильям Линдси (Д) - 3. Уильям Дебо (Р) - 2. Донельсон Каффери (Д) - 3. Сэмюэл Дуглас Макинери (Д) - 1. Юджин Хейл (Р) - 2. Уильям Пирс Фрай (Р) - 1. Луис Маккомас (Р) - 3. Джордж Веллингтон (Р) - 1. Генри Лодж (Р) - 2. Джордж Хоар (Р) - 1. Юлий Берроуз (Р) - 2. Джеймс Макмиллан (Р) - 1. Кушман Дэвис (Р) → Чарльз Таун (Д) → Мозес Клэпп (Р) - 2. Кнут Нельсон (Д) - 1. Эрнандо Мани (Д) - 2. Уильям Салливан (Д) - 1. Фрэнсис Кокрелл (Д) - 3. Джордж Грэм Вест (Д) - 1. Уильям Эндрюс Кларк (Д) - 2. Томас Генри Картер (Р) | - 1. Монро Хейворд (Р) → Уильям Винсент Аллен (Н) - 2. Джон Меллен Терстон (Р) - 1. Уильям Моррис Стюарт (С) - 3. Джон Персиваль Джонс (С) - 2. Уильям Чендлер (Р) - 3. Джейкоб Галлингер (Р) - 1. Джон Кин (Р) - 2. Уильям Сьюэлл (Р) - 1. Чонси Депью (Р) - 3. Томас Платт (Р) - 2. Мэрион Батлер (Н) - 3. Джетер Причард (Р) - 1. Портер Маккамбер (Р) - 3. Генри Хансбро (Р) - 1. Марк Ханна (Р) - 3. Джозеф Бенсон Форакер (Р) - 2. Джордж Уиклифф Макбрайд (Р) - 3. Джозеф Саймон (Р) - 1. Мэттью Куэй (Р) - 3. Бойс Пенроуз (Р) - 1. Нельсон Олдрич (Р) - 2. Джордж Ветмор (Р) - 2. Бенджамин Тиллман (Д) - 3. Джон Маклорин (Д) - 2. Ричард Петтигрю (СР) - 3. Джеймс Кайл (Н) - 1. Уильям Бримейдж Бейт (Д) - 2. Томас Тёрли (Д) - 1. Чарльз Калберсон (Д) - 2. Хорас Чилтон (Д) - 1. Томас Кернс (Р) - 3. Джозеф Роулинз (Д) - 1. Редфилд Проктор (Р) - 3. Джонатан Росс (Р) → Уильям Диллингем (Р) - 1. Джон Дэниел (Д) - 2. Томас Стейплс Мартин (Д) - 1. Эддисон Фостер (Р) - 3. Джордж Тёрнер (СР) - 1. Нейтан Скотт (Р) - 2. Стивен Бентон Элкинс (Р) - 1. Джозеф Куорлз (Р) - 3. Джон Снупер (Р) - 1. Кларенс Кларк (Р) - 2. Фрэнсис Уоррен (Р) |